# Joods-christelijke evangeliën
Joods-christelijke evangeliën zijn evangeliën met een joods-christelijk karakter waarvan alleen fragmenten bewaard zijn gebleven in de geschriften van de kerkvaders. Papias (ca. 65-ca. 130) en Hegesippus (ca. 110-ca. 180) waren de eersten die over joods-christelijke evangeliën schreven. Hun opvattingen zijn echter alleen bewaard gebleven in het werk van latere kerkvaders. De oudst bewaarde geschriften die over deze evangeliën handelen zijn van  Ireneüs van Lyon (ca. 140-202), Clemens van Alexandrië (ca. 150-215) en  Origenes (ca. 185-253). Van iets latere datum zijn de geschriften van Didymus (ca. 318- 398), Epiphanius (ca. 315-403) en Hiëronymus ( ca. 347-420).
Na Hiëronymus schrijft in de late oudheid alleen Augustinus nog over de evangeliën. Zijn opvattingen over deze evangeliën zijn echter geheel gebaseerd op geschriften van eerdere auteurs. Nog latere auteurs uit de vroege middeleeuwen zoals Gregorius van Tours (ca. 538- 594), Paschasius Radbertus ( 785-865), Sedulius Scotus ( negende eeuw) tot aan Jacobus de Voragine (1129-1298) steunen vrijwel geheel op Augustinus en Hiëronymus.
Meer in het algemeen waren de vroege kerkvaders van mening dat er binnen het vroegchristelijk jodendom slechts één joods-christelijk evangelie, zij het in verschillende versies, bestond. Dat was het evangelie van de Hebreeën. Dat zou oorspronkelijk geschreven zijn in het Aramees of Hebreeuws en gebaseerd op het canonieke  evangelie van Matteüs. Dat evangelie van de Hebreeën werd door de kerkvaders toegeschreven aan joods-christelijke groeperingen als de Ebionieten of de Nazoreeërs.
Als bijvoorbeeld Hiëronymus het evangelie beschreef dat nu het evangelie van de Nazorenen heet, deed hij dat meestal in termen als een evangelie van de Hebreeën dat gebruikt wordt door de Nazoreeërs. Als Epiphanius het evangelie dat nu het evangelie van de Ebionieten heet beschreef, gebeurde dat in termen dat deze een valse, verdraaide en verminkte versie van het evangelie van Matteüs hanteerden, maar dit het evangelie van de Hebreeën noemden.

## Opvattingen op het vakgebied
In 1959 verscheen onder redactie van Wilhelm Schneemelcher de derde druk van Neutestamentlichen Apokryphen in deutscher Übersetzung van Edgar Hennecke. Een vertaling in het Engels verscheen in 1963. In de tweede druk was nog door enkele  auteurs de opvatting verkondigd dat er twee zelfstandige en van elkaar te onderscheiden joods-christelijke evangeliën waren. Een essay van Hans Waitz in deze tweede druk was het eerste dat pleitte voor drie van deze  evangeliën. In de derde druk werd met name door Philipp Vielhauer dat laatste standpunt verder uitgewerkt. Vanaf die periode was met name in de Duits en Engels sprekende wetenschappelijke wereld de overtuiging aanwezig dat er drie te onderscheiden joods-christelijke evangeliën waren; het evangelie van de Hebreeën, het evangelie van de Nazorenen en het evangelie van de Ebionieten. Een minderheid van met name Franse onderzoekers bleef van opvatting dat er slechts twee evangeliën bestonden, het evangelie van de Ebionieten en het evangelie van de Hebreeën/ Nazorenen. Enkele onderzoekers waren van opvatting, dat er slechts één joods-christelijk evangelie kon bestaan. Tot begin eenentwintigste eeuw bleef de hypothese  van drie joods-christelijke evangeliën de dominante opvatting.
Vanaf begin eenentwintigste eeuw is door onderzoekers echter toenemende kritiek op de hypothese van drie evangeliën.  Een exponent van de kritiek op deze hypothese is Petri Luomanen die een vernieuwde hypothese van twee evangeliën formuleerde.
Een deel van die hypothese komt erop neer dat de Nazoreeërs als georganiseerde ketterse groepering niet hebben bestaan, maar slechts de benaming was voor Aramees/Syrisch sprekende christenen met een joodse achtergrond en opvattingen die niet wezenlijk verschilden van andere Aramees/Syrisch sprekende christenen. De belangrijkste bron van informatie over de Nazoreeërs is de Panarion van Epiphanius. De feitelijk enige bron voor het evangelie van de Nazorenen is Hiëronymus. Epiphanius zou vanwege de door hem beoogde opbouw van zijn boek Panarion  en om strategische redenen nog een andere joods-christelijke groep nodig hebben om te beschrijven met andere – maar ook ketters geachte - opvattingen dan de Ebionieten. Die fictieve groep benoemde hij als Nazoreeërs.
In die vernieuwde hypothese worden de fragmenten in het werk van Hiëronymus verdeeld in een verzameling van heel specifieke anti-rabbijnse teksten en een resterend deel dat beschouwd wordt als deel van het  evangelie van de Hebreeën, dat op die wijze dan ook gereconstrueerd wordt. 

## Essentie van de inhoud van de evangeliën
- Er is op het vakgebied consensus over het zelfstandig bestaan van het evangelie van de Ebionieten.  De bekende fragmenten komen voor bij Epiphanius in de Panarion. De daar vermelde teksten wijzen op een vorm van een evangeliën-harmonie die gebaseerd is op de drie synoptische evangeliën. Vermoedelijk is de oorspronkelijke  tekst in een Griekssprekende omgeving in Syrië in de eerste helft van de tweede eeuw geschreven. De Franse theoloog Richard Simon (1638-1712) was de eerste die voor deze teksten de term evangelie van de Ebionieten hanteerde. De meest kenmerkende christologische opvatting in de fragmenten is die van een vorm van adoptianisme. De kern daarvan is de overtuiging dat God Jezus pas als Zijn zoon adopteerde op het moment van de doop van Jezus. De consequentie daarvan is dat de groepering waarin dit evangelie ontstond ook de maagdelijke geboorte van Jezus ontkende. Het joods-christelijk karakter komt onder meer tot uitdrukking in de opdracht die Jezus zijn leerlingen geeft om een getuigenis voor Israël te zijn.
- Er zijn ruim twintig fragmenten bekend die in de hypothese van drie joods-christelijke evangeliën benoemd worden als het  evangelie van de Nazorenen. Die fragmenten komen alle voor in het werk van Hiëronymus. In de vernieuwde hypothese van twee joods-christelijke evangeliën worden die fragmenten verdeeld in een verzameling van specifieke anti-rabbijnse teksten en een resterend deel dat beschouwd wordt als deel van het  evangelie van de Hebreeën dat op die wijze dan ook gereconstrueerd wordt. In die hypothese is dan ook geen ruimte meer voor een evangelie van de Nazoreeërs.

Er is consensus dat de fragmenten nauwelijks theologische inhoud hebben maar vooral handelen over de joodse wet en het joodse volk. De auteur van deze teksten richt zich vooral tegen het joodse leiderschap en joodse instituties zoals de tempel. De fragmenten tonen aan dat de groep waarin die teksten ontstonden in grote onmin leefde met de rest van de joodse gemeenschap. De term evangelie van de Nazorenen dateert uit de negende eeuw en werd voor het eerst gebruikt door Paschasius Radbertus ( 785-865).
- In de hypothese van drie joods-christelijke evangeliën bestaat het evangelie van de Hebreeën uit zeven fragmenten. Uit de beschikbare fragmenten wordt duidelijk dat het evangelie een beschrijving van het leven van Jezus waaronder zijn verleiding in de woestijn, zijn transfiguratie en opstanding moet hebben bevat. De zeven passages kennen geen directe parallellen met passages uit het Nieuwe Testament. Dat heeft bij een deel van het vakgebied tot de conclusie geleid dat dit evangelie geschreven is zonder hulp van een canonieke traditie. De fragmenten zouden gebaseerd zijn op materiaal dat al aanwezig was voor het tot stand komen van de canonieke evangeliën.  Dit deel van het vakgebied plaatst de herkomst van dit evangelie in Egypte.

In de vernieuwde hypothese van twee evangeliën leidt de reconstructie van dit evangelie tot een grotere omvang en wordt in de eerste helft van de tweede eeuw gedateerd. In die hypothese maakt dit evangelie deel uit van de zich ontwikkelende traditie van de evangeliën-harmonie die later in de tweede eeuw tot het diatessaron van Tatianus zou leiden. Het evangelie moet ontstaan zijn in joodse gemeenschappen in eerst de hellenistische diaspora en daarna onder Syrisch sprekende joden. Pas daarna kreeg het evangelie bekendheid in Egypte. In deze hypothese wordt ook gewezen op  overeenkomsten ten aanzien van het vrouwelijk karakter van en het benoemen als Moeder van de Heilige Geest met het evangelie van Thomas en de Handelingen van Tomas, die eveneens zijn ontstaan in een Syrisch milieu. De auteurs van dit evangelie zouden verder bestaand synoptisch materiaal opnieuw een sterk joodse inkleuring hebben gegeven.
Er is consensus dat de inhoud van de fragmenten van dit evangelie vooral gebaseerd is de joods-christelijke wijsheidsliteratuur. De Wijsheid wordt in dit evangelie voorgesteld als de Heilige Geest die Moeder wordt genoemd. De Geest daalt neer voor de gehele mensheid, maar in dit evangelie is het vooral Jezus waarnaar gezocht wordt. Iedereen die de Geest bezit kan een Zoon genoemd worden maar Jezus is de Zoon met de speciale missie.

## Datering
Een meerderheid op het vakgebied is van opvatting dat alle joods-christelijke evangeliën geschreven zijn in de periode na het schrijven van de  synoptische evangeliën. De laatste werden geschreven door de meer hellenistische stroming binnen het vroegste christendom. Voor de eerste gelovigen in Christus was het nieuwe geloof geen echte breuk met hun joodse identiteit en praktijk. Die groep had ook weinig behoefte aan verhalen over het ontstaan van het christendom. De Hebreeuwse Bijbel, de Septuagint en een verzameling van uitspraken van Jezus volstond. Pas na het uitkomen van de Griekstalige synoptische evangeliën ontstond bij enkele groepen binnen het vroegchristelijk jodendom de behoefte aan eigen verhalen vanuit al bestaand materiaal.